# Juncker von Oberkunreuth (Adelsgeschlecht)

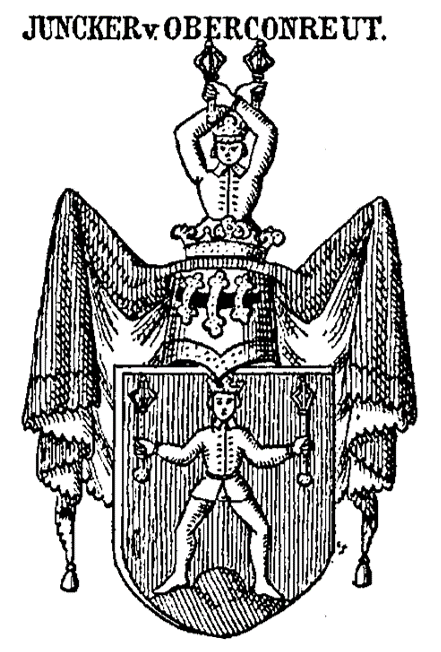
Wappen der Juncker von Oberconreut in Siebmachers Wappenbuch

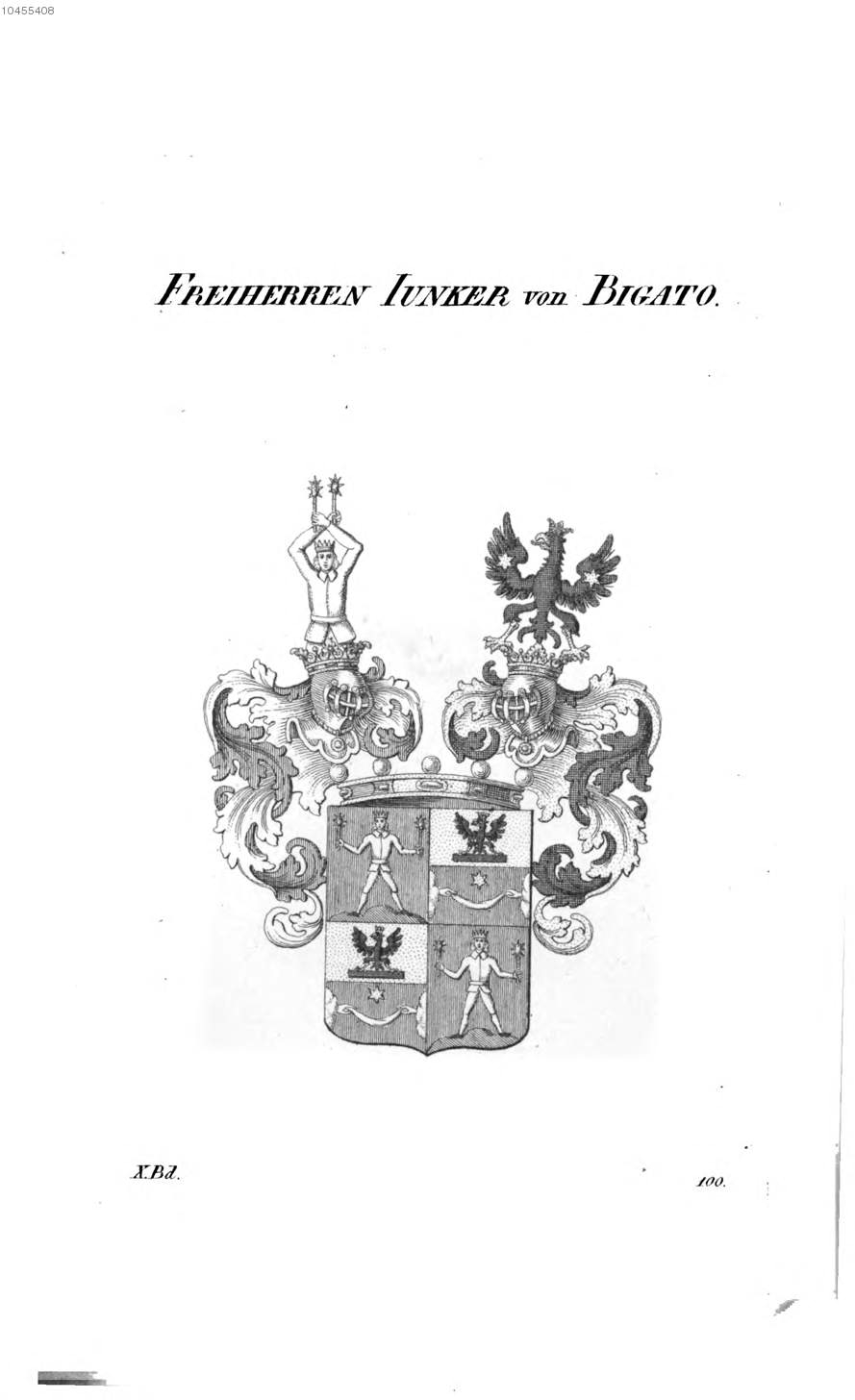
Gemehrtes Wappen der Freiherren Junker von Bigato nach Tyroff

Juncker von Oberkunreuth ist der Name eines niederösterreichisch-böhmischen Adelsgeschlechts, das nach dem Ort Oberkunreuth im Egerland benannt ist.

## Herkunft
Die Juncker, auch Junckher oder Junker stammen aus einem alten Adelsgeschlecht in Niederösterreich. Sie waren seit dem Jahr 1255 ein Patriziergeschlecht der Reichsstadt Eger im Nordgau. Das Wappen des Sigmund von Junker, der 1266 in Eger geboren wurde und 1338 dort als Unterbefehlshaber der Festung Eger verstorben war, hat sich im Mauerwerk einer Fenstersäule und in der Kapelle der Kaiserburg der Staufer in Eger erhalten. Es zeigt auf einem Dreiberg einen Jungherrn (jungen Mann), der in jeder Hand einen Streitkolben hält. Das Grab des Sigmund Junker befand sich im Chor der Dominikanerkirche in Eger. Dessen Nachkommen erwarben Großgrundbesitz im Egerland und waren 1441 bis 1497 mit Kaspar Junker, der mit Anna Schlick von Passaun und Weißkirchen verheiratet war, Burgherren auf Seeberg. 1483 erhielten sie von Kaiser Friedrich III. eine Bestätigung des altadeligen Herkommens und des geführten Wappens. Im Jahre 1442 waren sie auf Schloss und Gut Gehaag ansässig.

## Die Juncker von Oberkunreuth im Egerland
Im Jahre 1447 übernahm Johann Juncker von den Egerer Patriziern Schirnding auf Altalbenreuth in der Frais den Herrensitz Oberkunreuth bei Eger, ihren späteren langjährigen Wohnsitz, wo sie 1563 ein befestigtes, dreitürmiges Schloss erbauten. Durch diesen Besitz führten sie das Adelsprädikat „von Oberkunreuth“ und erwarben das Lehensgut Oberpilmersreuth (Horní Pelhřimov) mit der zugehörigen Herrschaft. Der Herrensitz Oberkunreuth wurde im Jahr 1735 von einer verwitweten Juncker von Oberkunreuth – nach anderer Quelle von den Brüdern Georg Adam und Johann Junker – mit dem Gut Liebeneck, das seit 1688 den Juncker gehörte, sowie dem Dorf Diemreuth und dem Wohnhaus in Eger für 40.000 Gulden an die Stadt Eger verkauft. Die Brüder Georg Adam und Johann Juncker von Oberkunreuth waren seit dem Jahr 1741 Reichsfreiherren im kurbayerischen Reichsvikariat. Von 1471 bis Anfang des 16. Jahrhunderts waren Schloss und Gut Pograth (Podhrad) in ihrem Besitz; 1569 erwarben sie das Gut Miltigau im altböhmischen Elbogener Kreis, das in die Landtafel eingetragen wurde. Um das Jahr 1600 erwarben sie Höfe in Trogau, 1696 das Gut Oberndorf, 1701 des Gut Altenteich (Starý Rybník) und 1703 Schloss und Herrschaft Seeberg, das bereits von 1441 bis 1497 in ihrem Besitz gewesen war und von der Stadt Eger zurückgekauft wurde.
Von Georg Adam von Oberconreuth (* 1608) und seiner Ehefrau Katharina Theresia Freiin von Sazenhofen (* um 1610) stammt ein Ast des Egerer Patriziergeschlecht Juncker, dessen erster Zweig auf Schweißing mit Ottokar Freiherr von Juncker und Bigatto, der 1814 zum Freiherrn erhoben wurde, am 13. Dezember 1828 im Mannesstamm erlosch. Clemens Freiherr Junker von Bigatto war 1823 Schlossherr von Schweißing und in der Nachfolge des Stifts Tepl Eigentümer der Sankt-Amalien-Silberzeche in Sangerberg bei Marienbad. Der Militär Anton Carl Joseph von Junckher (* um 1780), erhielt am 16. März 1840 durch Kaiser Franz II. den erbländisch-böhmischen Freiherrnstand und eine Vereinigung mit dem Namen und Wappen der erloschenen Familie „von Bigatto“, deren Besitz er geerbt hatte. Er war ansässig auf Woppenhof in der Oberpfalz und besaß im Egerland Großschüttüber (Velka Šitboř), Schweißing und Oschelin.

## Persönlichkeiten

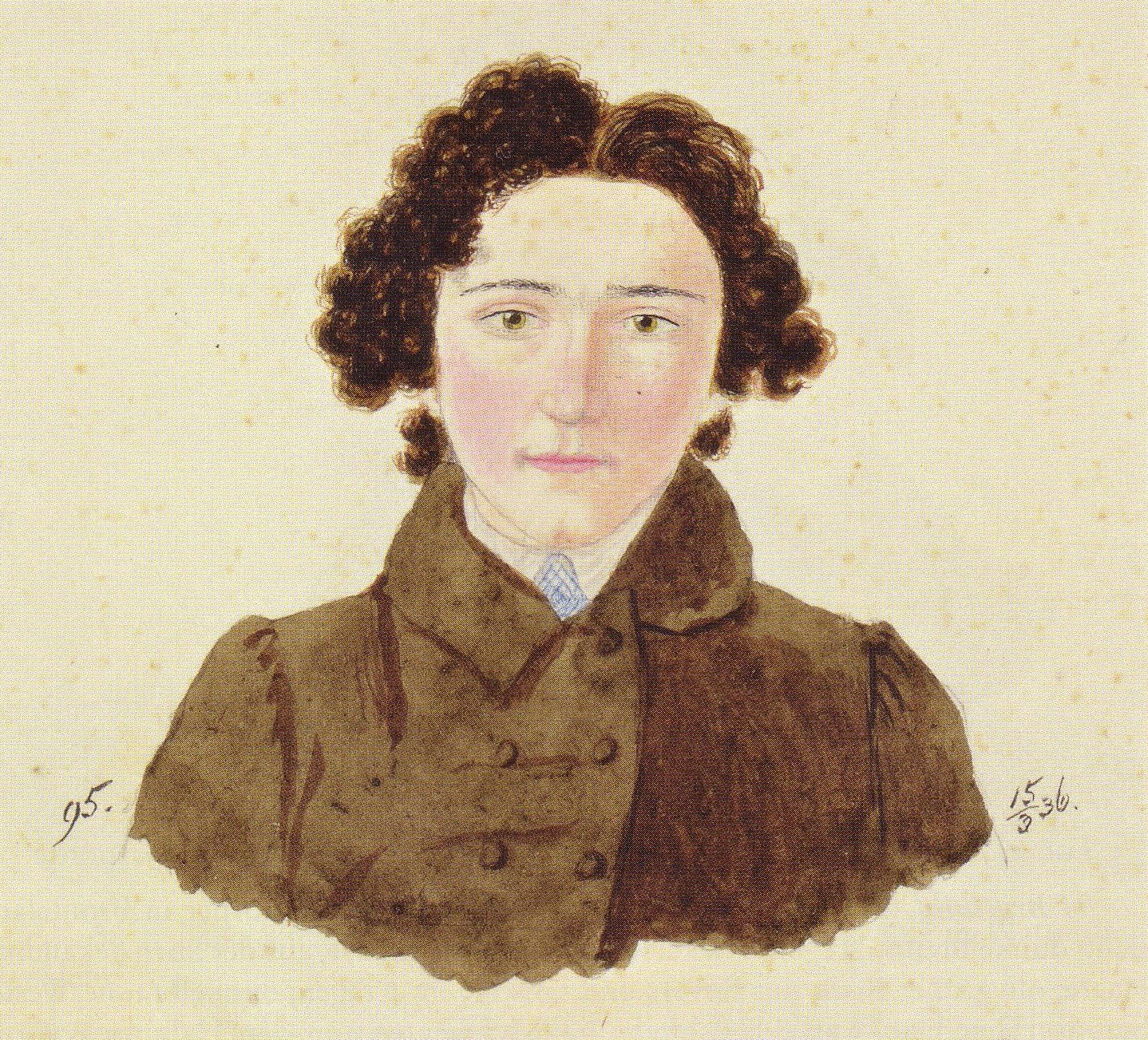
Woldemar Junker von Ober-Conreuth

- Georg Ulrich Juncker von Oberkunreuth (* 5. November 1615 in Oberkunreuth; † 21. Mai 1684 in Königsaal) war Abt des Klosters Sedletz und von 1651 bis 1684 Abt des Klosters Königsaal in Böhmen. Er war ein Sohn des Egerer Bürgermeisters Paul Juncker, der 1659 als Oberstleutnant in kaiserlichen Diensten verstarb und im Kloster Königsaal bei Prag zu Grabe gelegt wurde.
- Woldemar Junker von Ober-Conreuth (* 26. April 1819 in Lyck, Ostpreußen; † 1898 in Kassel) war ein deutscher Verwaltungsjurist im Königreich Preußen.

## Wappen
Blasonierung: In Rot auf grünem Hügel ein silberngekleideter gekrönter Mann in jeder Hand einen goldenen Kolben haltend. Auf dem gekrönten Helm ein wachsender Mann die Hände mit den Kölben über dem Kopf kreuzend. Die Helmdecken sind rot-silbern.